# Ultraschallprüfgerät
Ultraschallprüfgeräte sind Geräte, mit denen Ultraschall erzeugt, in ein Medium eingeleitet, empfangen und ausgewertet wird.
Nicht immer müssen alle Kriterien erfüllt sein.
Die ersten Geräte wurden noch vor 1950 in Deutschland von den Unternehmen Karl Deutsch Prüf- und Messgerätebau, Krautkrämer, Lehfeld und Siemens gebaut, später auch von Sofranel, Ultrasonic/HBS, Branson, Rochar Eletronique und Panametrics.

## Zerstörungsfreie Materialprüfung
Ein Ultraschallprüfkopf sendet einen Schallimpuls in einer für die Prüfung geeigneten Frequenz zwischen 500 kHz und 75 MHz aus. Anschließend lauscht es auf den Echoimpuls, der von der Rückwand oder der Fehlstelle reflektiert wird, ähnlich wie bei Radar. Das Echo wird auf einer einfachen oszillographischen Mattscheibe als Amplitude dargestellt.

Tragbares analoges Ultraschallprüfgerät, genauere Erklärung in der Bildbeschreibung

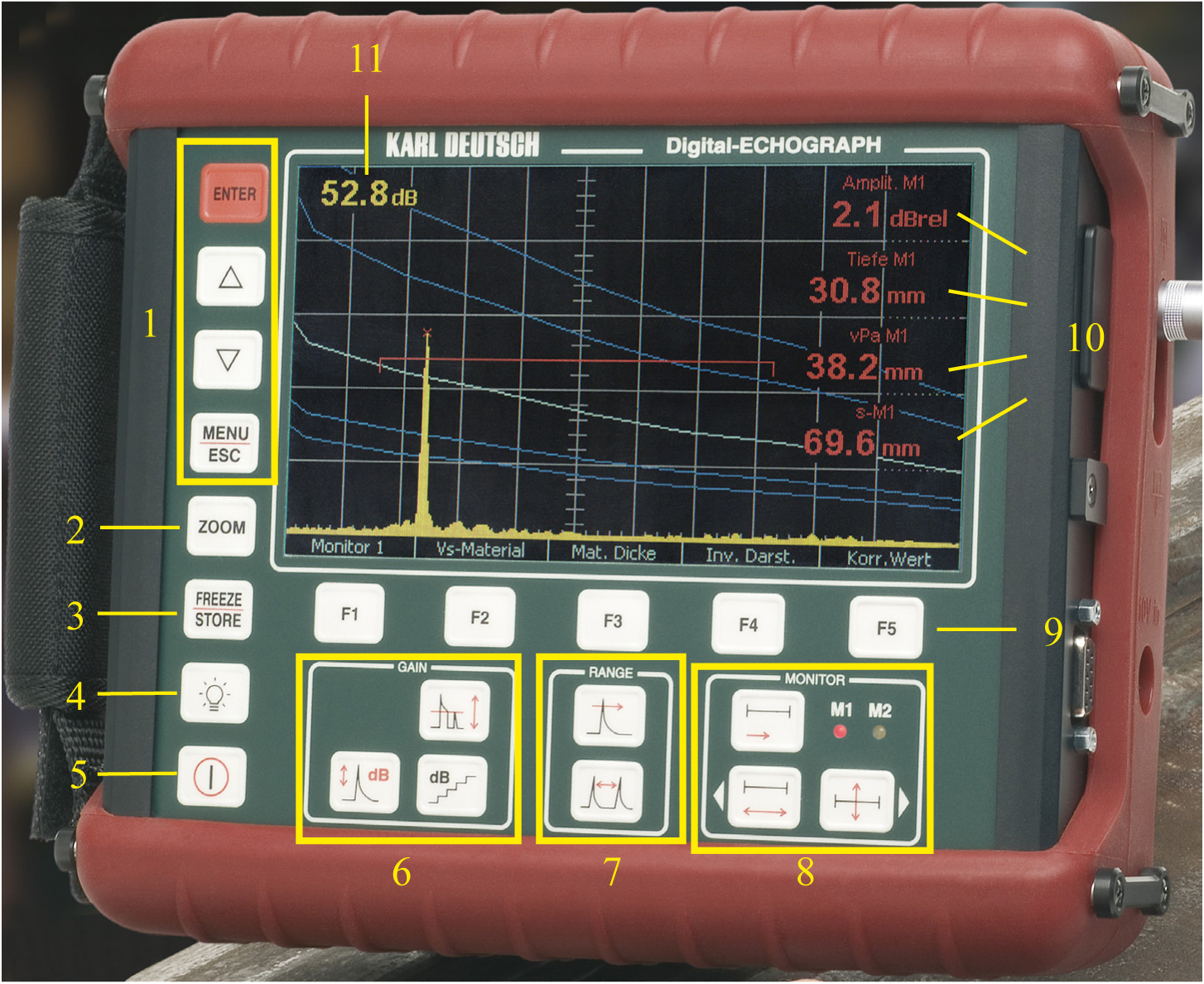
Portables digitales Ultraschallprüfgerät, genauere Erklärung in der Bildbeschreibung

Anhand der dargestellten Echohöhe und Tiefenlage auf dem Schirmbild können Fehlstellen und Risse im Material geortet sowie Dickenmessungen durchgeführt werden. Üblich ist bei dieser Anwendungsart die Vergleichsfehlermethode, wonach die Echohöhe im Prüfstück mit einem Vergleichskörper gleicher Materialeigenschaften und bekannter Fehlergröße verglichen wird. Möglich ist auch das Ausrechnen der Tiefe der Fehlstelle im Bauteil nach der Justierung an einer bekannten Strecke.
Standard sind Digitalprüfgeräte, mit einem in Pixeln anzeigendem Bildschirm oder Display. Diese Geräte sind nicht nur handlicher, sondern zeigen bei richtiger Einstellung auch die Echohöhe in Prozent (Reflexionsvermögen der Ungänze) und deren Tiefenlage in Millimetern an. Das Abspeichern der Momentaufnahme des Bildschirms (das so genannte A-Bild) trägt zur reproduzierbaren Protokollierung bei.

## Leckortung
Wird ein zu prüfender Raum (z. B. Autokarosserie) mit Luftdruck beaufschlagt, entweicht die Luft an Leckstellen mit einem Ultraschallanteil im Geräuschspektrum. 
Dieser Ultraschallanteil wird mit dafür konzipierten Geräten geortet, gemessen und die Intensität digital oder grafisch dargestellt.

## Abstands- bzw. Geschwindigkeitsmessungen
Als Luftschallmeßanordnungen kann man mit den hierfür konzipierten Geräten Abstände messen, Bewegungen signalisieren, Füllstände messen und Geschwindigkeiten erfassen.
Die Hauptanwendungen solcher Geräte liegen in der industriellen Prozesstechnik.
Beispiel aus dem Alltag sind Entfernungsmessgeräte, Einparkhilfen, Zutrittsmelder.

## Medizinische Diagnostik (Sonografie)
Die Darstellung der inneren Anatomie ist durch eine rechnergestützte Auswertung der unterschiedlichen Laufzeiten, Dichten und den damit verbundenen Absorptionen oder Reflexionen möglich.
Zum Einsatz kommen hauptsächlich Gruppenstrahler, sog. Arrays, die vom Leitrechner zu bestimmten Schallbündelformen angeregt werden können.
Das medizinische Gerät besteht meist aus einer oder mehreren auswechselbaren Ultraschallsonde(n), die an eine Signalprozessoreinheit angeschlossen sind. Weitere Datenverarbeitungskomponenten ermöglichen die Echtzeitdarstellung der errechneten Bilder  auf einem Monitor, die Einstellung von Verarbeitungsparametern sowie das Speichern von Bildern und Sequenzen.